# Lista över Shetlandsöarnas öar

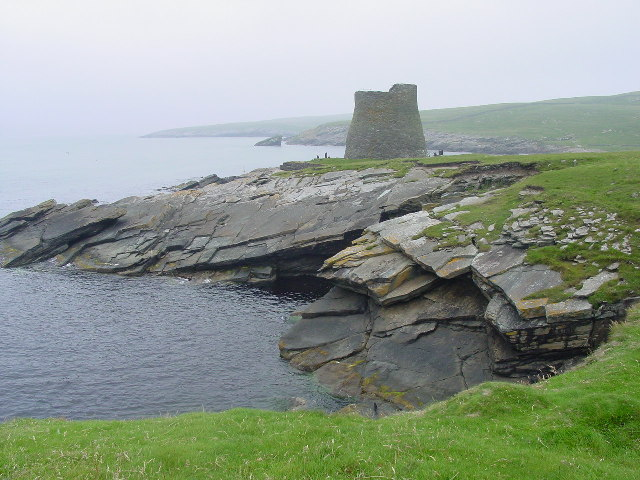
Brochen på Mousa

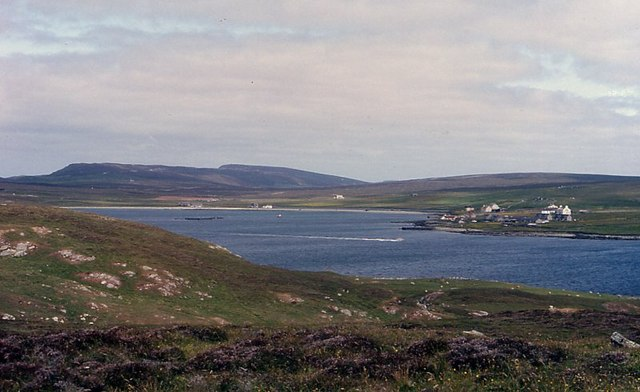
Mainland sett från Uyea

Denna lista över Shetlandsöarnas öar tar upp öar som varit eller är bebodda.
Scallowayöarna är en liten skärgård vid öppningen av Weisdale Voe i sydväst. Nordöarna kallas de större öarna i norr: Yell, Unst och Fetlar. Det finns också en mängd öar i Yell Sound mellan Mainland och Yell och i St. Magnus Bay i väster, särskilt vid sundet Swarbacks Minn.
Dokumentationen om tid då sista bosättningen lämnat de mindre, numer obebodda öarna är ofullständig, men alla öarna på listan som följer ska ha varit bebodda under någon tid från yngre stenåldern, under pikternas tid eller vikingatiden.
Den högsta punkten på öarna i Shetland kallas ofta för 'Ward'. Detta kommer från de vårdkasar som förr tändes i varningssyfte.
Ögruppens folkmängd uppgick år 2001 till 21 988 och växte till 23 167 fram till folkräkningen 2011.
| Ö                    | Läge                 | Area (ha) | Folkmängd | Senast bebodd           | Högsta punkt     | Höjd (m) |
| -------------------- | -------------------- | --------- | --------- | ----------------------- | ---------------- | -------- |
| Balta                | Nordöarna            | 80        | 0         | Vikingatid eller senare | Muckle Head      | 44       |
| Bigga                | Yell Sound           | 78        | 0         | 1930-talet              |                  | 34       |
| Bressay              | Öster om Lerwick     | 2805      | 368       |                         | Ward of Bressay  | 226      |
| Brother Isle         | Yell Sound           | 40        | 0         | 1820-talet?             |                  | 25       |
| Bruray               | Out Skerries         | 55        | 24        |                         | Bruray Ward      | 53       |
| East Burra           | Scallowayöarna       | 515       | 76        |                         | Easter Heog      | 81       |
| Fair Isle            | Långt it till havs   | 768       | 68        |                         | Ward Hill        | 217      |
| Fetlar               | Nordöarna            | 4078      | 61        |                         | Ward Hill        | 158      |
| Foula                | Långt ut till havs   | 1265      | 38        |                         | The Sneug        | 418      |
| Hascosay             | Colgrave Sound, Yell | 275       | 0         | 1850-talet              |                  | 30       |
| Hildasay             | Scallowayöarna       | 108       | 0         | 1890-talet              |                  | 32       |
| Housay               | Out Skerries         | 163       | 50        |                         | North Hill       | 53       |
| Lamba                | Yell Sound           | 43        | 0         | okänt                   |                  | 35       |
| Linga vid Muckle Roe | Swarbacks Minn       | 70        | 0         | okänt                   |                  | 69       |
| Linga vid Yell       | Bluemull Sound, Yell | 45        | 0         | okänt                   |                  | 26       |
| Mainland             | Mainland             | 96879     | 18765     |                         | Ronas Hill       | 450      |
| Mousa                | Öster om Mainland    | 180       | 0         | 1841-60                 | Mid Field        | 55       |
| Muckle Roe           | Swarbacks Minn       | 1773      | 130       |                         | Mid Ward         | 172      |
| Noss                 | Bressay              | 343       | 0         | 1930-talet              | Noup of Noss     | 181      |
| Oxna                 | Scallowayöarna       | 68        | 0         | 1901–1930               | Muckle Ward      | 38       |
| Papa                 | Scallowayöarna       | 59        | 0         | 1891–1930               |                  | 32       |
| Papa Little          | Swarbacks Minn       | 226       | 0         | 1840-talet              | North Ward       | 82       |
| Papa Stour           | St Magnus Bay        | 828       | 15        |                         | Virda Field      | 87       |
| Samphrey             | Yell Sound           | 66        | 0         | 1841–1880               |                  | 29       |
| South Havra          | Scallowayöarna       | 59        | 0         | 1923                    |                  | 42       |
| Trondra              | Scallowayöarna       | 275       | 135       |                         |                  | 60       |
| Unst                 | Nordöarna            | 12068     | 632       |                         | Saxa Vord        | 284      |
| Uyea, Northmavine    | norra Mainland       | 45        | 0         | okänt                   |                  | 70       |
| Uyea, Unst           | Nordöarna            | 205       | 0         | 1931-60                 | The Ward         | 50       |
| Vaila                | Gruting Voe          | 327       | 2         |                         | East Ward        | 95       |
| Vementry             | Swarbacks Minn       | 370       | 0         | 1840-talet              | Muckle Ward      | 90       |
| West Burra           | Scallowayöarna       | 743       | 776       |                         | Hill of Sandwick | 65       |
| West Linga           | Whalsay              | 125       | 0         | sent 1700-tal           |                  | 52       |
| Whalsay              | Whalsay              | 1970      | 1061      |                         | Ward of Clett    | 119      |
| Yell                 | Nordöarna            | 21211     | 966       |                         | Hill of Arisdale | 210      |

## Mindre öar och skär

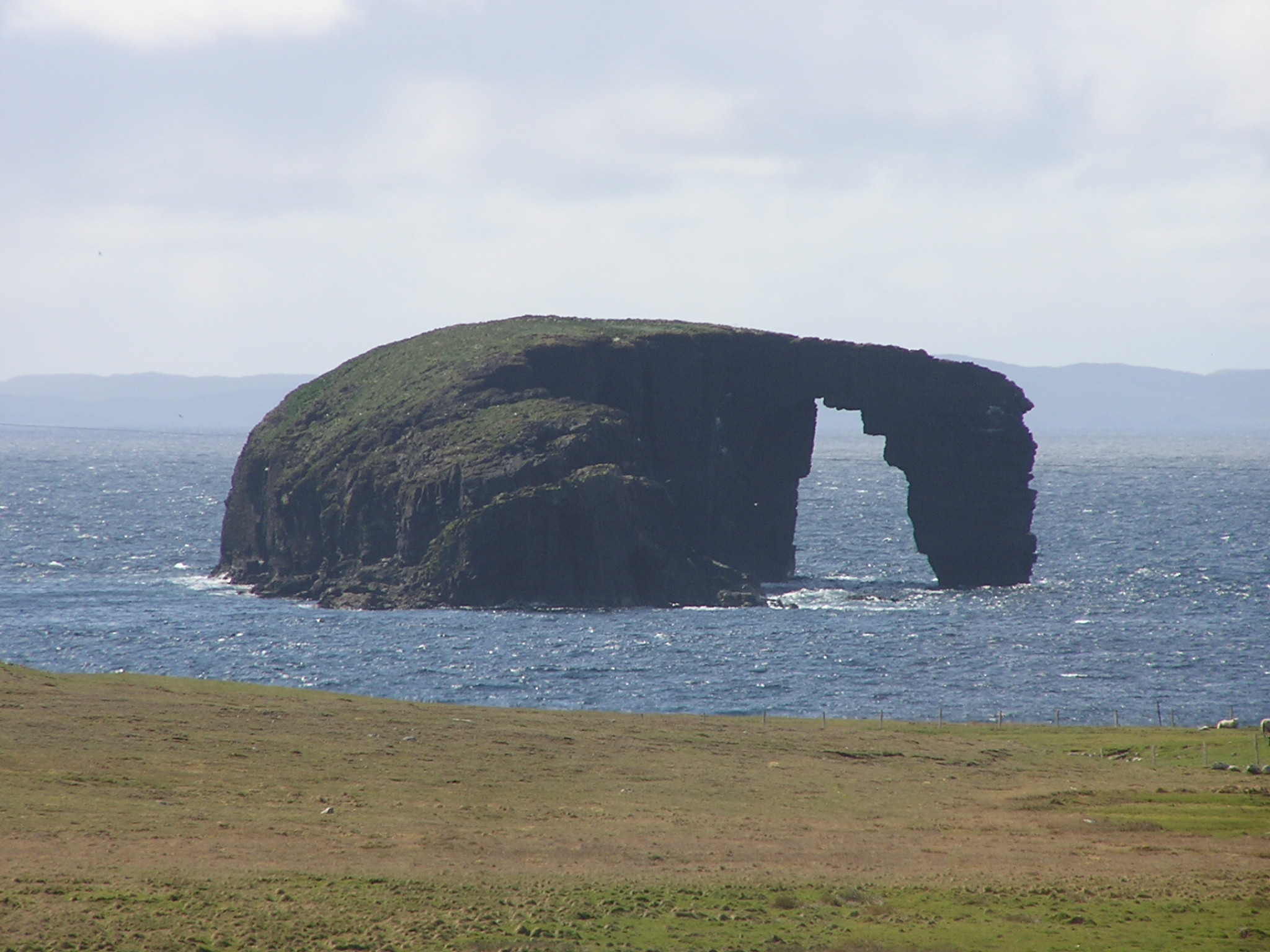
Dore Holm

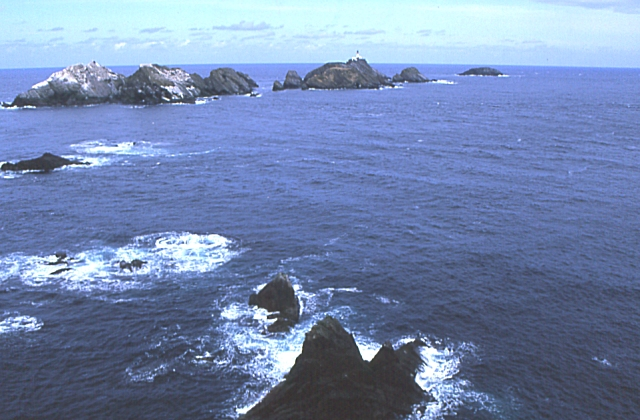
Baa Skerries, Unst

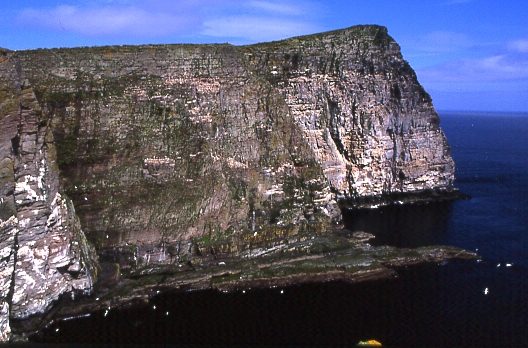
Noup of Noss

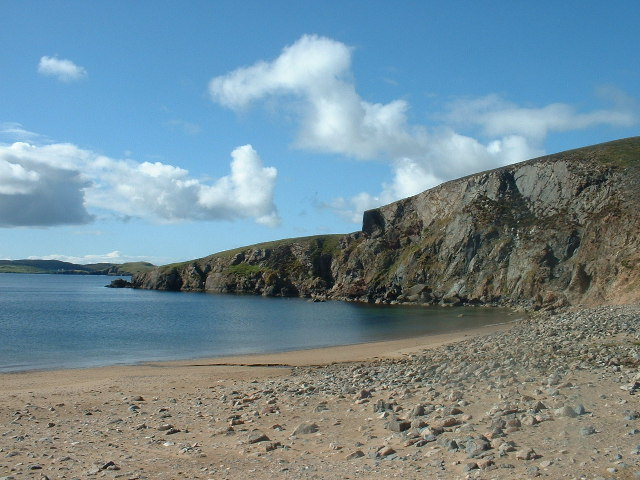
Muckle Ayre strand, Muckle Roe, överblickande Swarbacks Minn

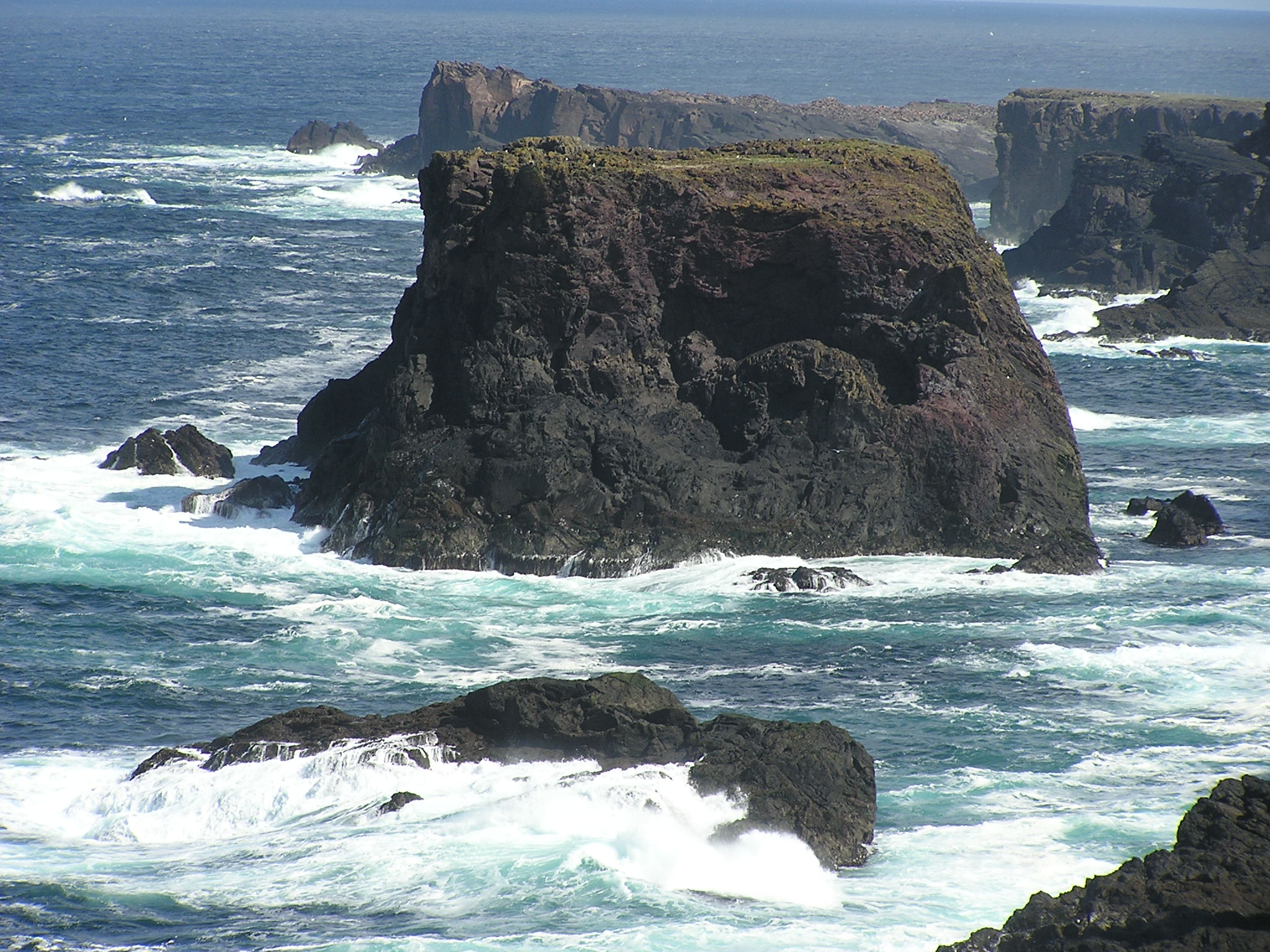
Moo Stack, Eshaness, Northmaven

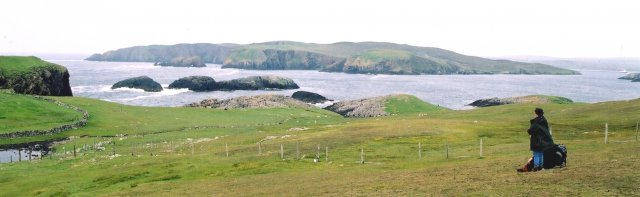
Muckle Flaes och Vaila österifrån

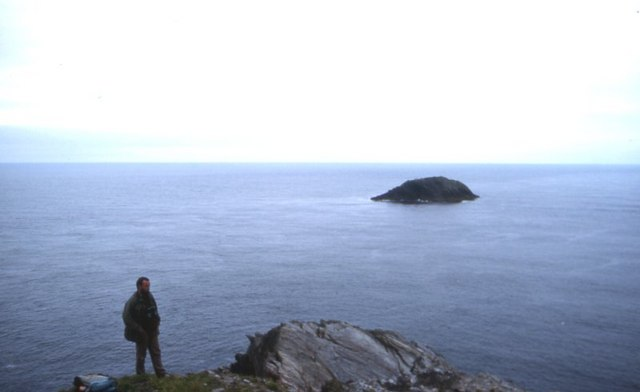
Out Stack, utanför Unst, den nordligaste platsen i Skottland

Detta är en utökad lista av obebodda, mindre öar i Shetland, tidvattensöar som endast separeras vid högvatten, och skär som bara blottas vid lågvatten. Många av dessa öar kallas "holm" från det fornnordiska holmr. "Swarta Skerry" (fornnordiska:' svartar sker) - "svart skär" är också ett vanligt namn, liksom "Linga", som betyder "Ljungö", "Taing" (fornnordiska: tangi) som betyder "tunga" och "Flaesh" (fornnordiska: fles) som betyder "platt skär". "Hog" och "calf" kallas vanligen små öar, vanligen intilliggande en större ö.

### Som omger huvudön (Mainland)
- Nordöstra Mainland:[a] Bronga, Flat Stack, Green Isle, Hamera Head, Hellam, Hog Island, Linga vid Samphrey, Little Holm, Longa Skerry, Mid Head, Muckle Holm, Muckle Stack, Quilsa Taing, Sandrift Skerries, Scarve Skerry, Skerry of Lunning, Stack of the Skersons, Stany Hog, Swarta Skerry (3), Taing.
- South Nesting-viken:[b] Climnie, Corn Holm, Cunning Holm, Fiska Skerry, Haerie, Holm of Skellister, Inner Voder, Linga Skerries, Litla Billan, Muckla Billan, Muckle Fladdicap, South Holm, Spentlie Holm.
- Östra Mainland:[c] Aiplin, Aswick Skerries, Brethren, Eswick Holm, Gult Holm, Holm of Califf, Holms of Vatsland, Hoo Stack, Little Holm, North Isle of Gletness, South Holm, South Isle of Gletness, Stacks of Vatsland, Stunger, Tainga Skerry.
- Södra Mainland:[d] Balla Skerry, Big Kiln, Big Skerry, Black Skerry, Broad Stack, Clocki Stack, Colsay, Deda Skerry, Great Skerry, Hog of the Holm, Hog of the Ness, Holm of Helliness, Holm of Sound, Horse Holm, Lady's Holm, Little Holm, Little Tind, Longa Skerry, Loos Laward, Lyoonigie Skerry, Muckle Hallitie, Ord Skerries, Ripack Stack, Scarfa Skerry, Scarfi Skerry, Scarf Taing, Scottle Holm, Seli Stack, Skerries of Longi-geo, Skerries of Sunngeo, Skerry of Okraquoy, Skersan, Skersund Skerry, Stack of Baronsgeo, Stack of Billyageo, Stack of Okraquoy, Stack of Otter Geo, Starling Rock, Swarta Skerry, The Moul, Wester Skerry, Whale Back.
- St Ninian's Isle: Coar Holm, Fora Stack, High Herbi Clett, Hevda, Hich Holm, Inns Holm, Loose Head, Sand Skerry, Sweyn Holm.
- Sydvästra Mainland:[e] Billia Cletts, Black Skerry, Burwick Holm, Cure Holm, Griskerry, Holm of Maywick, Hoove Holm, Housensellar, Kirk Skerry, Little Fogla Stack, Sheep-pund, The Skerry.
- Weisdale Voe:[f] Flotta, Greena, Havra Skerry, Holm of Quoyness, Holms of Hogaland, Hoggs of Hoy, Hoy, Ingra Pund, Junk, North Havra, Scarf Stane, Silver Skerry.
- Walls och Sandness:[g] Aaskerry, Aaskery Taing, Berga Stack, Bousta Skerries, Braga, Broch of West Burrafirth, Brough Skerries, Buid Stacks, Burga Stacks, Burnant Stack, Clett (2), Cley Stacks, Crabba Skerry, Daa Skerry, Erne's Stack (2), Fore Holm, Galta Skerry, Galta Stack, Giltarump, Grava Skerries, Groni Stack, Grossa Stack, Holm of Gruting, Holm of Sefster, Isle of West Burrafirth. Kirk Holm, Lang Stack, Litla Stack, Little Flaes, Long Skerry, Moo Stack, Muckle Flaes, Muman Skerry, Neean Skerry, Riv Skerries, Rusna Stacks, Seli Stack, Skerries of Easter Pail, Skerries of Tunasdaal, Skerries of Watsness, Skerry of Dale, Skerry of Stool, Skerry of the Wick, Snap, Swaaba Stack, Tainga Skerries, The Bak, The Heag, The Peak, Trea Wick, Turl Stack.
- Swarbacks Minn & Olna Firth:[h] Burgastoo, Green Holm, Heathery Holm, Holm of Burrafirth, Inga's Holm, Oggar Holm, Skult.
- Northmavine:[i] Black Skerry, Black Skerry of Ramnageo, Burroo Stacks, Dore Holm, Egilsay, Eina Stack, Gill Stack, Gruna Stack, Holm of Culsetter, Isle of Gunnister, Isle of Nibon, Isle of Niddister, Isle of Westerhouse, Little Ossa, Moo Stack (2), Muckle Ossa, Nista Skerries, Scarf Skerry, Skerry of Eshaness, Isle of Stenness, Stivva, Swart Skerry, Targies, The Bruddans, The Drongs, The Hogg, The Runk.
- North Roe:[j] Buska Stack, Burka Stack, Fugla Ness, Galti Stack (2), Gruna Stack, Hevda Skerries, Inner Booth, Little Gruna Stacks, Longa Skerry, Moo Stack, Munga Skerries, Nista Skerries, Outer Booth, Ship's Stone, Skerries of Fuglaness, Skerry of Skersound, Stack of Sumra, Stack of Weinnia-neep, Stuack, The Cleiver, The Hog, The Roodrans, The Stab, Troll Kona Stack, Valti Stack, Wilma Stack.
  - Gruney och the Ramna Stacks: Barlcudda, Fladda, Flae-ass, Gaut Skerries, Hyter, Ofoora, Outer Stack, Scordar, The Club, Turla.
- Yell Sound och Sullom Voe:[k] Bark Stack, Billia Skerry, Fish Holm, Little Roe, Longa Skerry, Lunna Holm, Meokame Skerry, North Holm of Barravoe, Outer Skerry, Pund of Barravoe, Sand Skerry, Setter Holm, Sinna Skerry, Skea Skerry, South Holm of Burravoe, Stack of Stavgeo, The Castle, The Flaess, The Neap, Trolla Stack, Trunka, Ungam, Wether Holm.

a. ^  Lunna Holm till The Keen. b. ^  The Keen till Moul of Eswick. c. ^  Moul of Eswick till Easter Rova Head vid Lerwick. d. ^  Easter Rova Head till St Ninian's Isle. e. ^  St Ninian's Isle till Usta Ness. f. ^  Usta Ness till Fora Ness. g. ^  Fora Ness till Face of Neeans. h. ^  Face of Neeans till Roe Sound. i. ^  Roe Sound till The Faither. j. ^  The Faither till Point of Fethaland. k. ^  Point of Fethaland till Lunna Holm.

### Som omger andra öar
I närheten av:
- Bigga; Sigga Skerry, Uynarey.

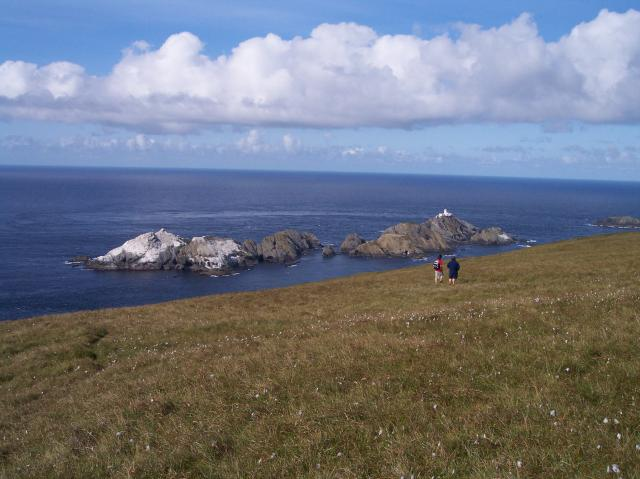
Skären norr om Unst: Vesta Skerry, Rumblings, Tipta Skerry, Muckle Flugga och Out Stack

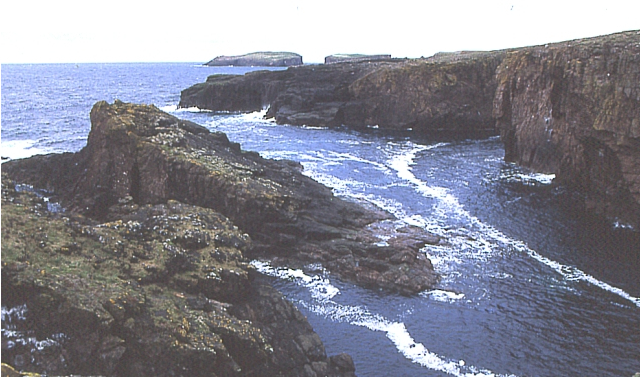
Galti Stacks utanför Papa Stour med Fogla Skerry i bakgrunden.

- Brother Isle; Stoura Baa, Tinga Skerry.
- Bressay; Flada Cap, Fugla Skerry, Holm of Beosetter, Holm of Cruester, Holm of Gunista, Holm of Mel, Holm Skerry of *East Burra; Holm of Hous, Holm of Papil, Peerie Hom of Clett, Scark Skerry, Stacks of Houssness, Taing of Symbister.
- Fair Isle; Breiti Stack, Fogli Stack, Hoiliff, Lang Cole, Oa Stack, Point Saider, Stacks of Skroo, Swabi Cole, The Burrian, The Criv, The Fless, The Keels, The Skerry.
- Fetlar; Braga, Calf of Daaey, Daaey, Outer Brough, Ruir Holm, Scarf Skerry, Stacks of Scambro, Stany Holm, The Flaeshins, The Fludir, Urie Lingey.
- Foula; Arvra Skerry, Blobrick, Da Baas o Stremness, Da Buddle Stane, Da Gloor, Da Rippack Stack, Da Sheepie, Da Skerries o da Rokness, Da Skerry o Hellabrik, Gaada Stack, Hesti Geo, Muntavie Stack.
- Hildasay; Easter Score Holm, Hogg of Linga, Hoe Skerry (östra), Hoe Skerry (norra), Langa, Linga, Lunga Skerries, North Score Holm, Sanda Little, Sanda Stour, Swarta Skerry, The Nev, The Skerry, The Skult.
- Mousa; Perie Bard.
- Muckle Roe; Burks Skerries, Crog Holm, Lee Skerries, Lothan, Murbie Stacks, Riding Stack, Spindle, Swabi Stack, Tame Holm.
- Noss; Holm of Noss. Beosetter, Inner Score, Loofa Baa, Outer Score, Stoura Clett.

- Out Skerries; Billia Skerry, Bound Skerry, Easter Skerry, Filla, Flat Lamba Stack, Grunay, Hevda Skerries, Horn Skerry, Lamba Stack, Little Bound Skerry, Little Skerry, Long Guen, Muckle Skerry, North Benelip, Old Man's Stack, Short Guen, South Benelip, Swaba Stack, Tamma Skerry, The Hogg, Vongs, Wether Holm.
- Oxna; Bullia Skerry, Bulta, Bulta Skerry, Burrian, Cheynies, Hogg of Oxna, Retta Skerries, Spoose Holm, Steggies.
- Papa; Hogg of Papa, Papa Skerry, Skerry of Bag, West Head of Papa.
- Papa Stour; Aesha Stack, Boinna Skerry, Borse Skerry, Brei Holm, Fogla Skerry, Forewick Holm, Galti Stacks, Holm of Melby, Koda Skerry, Lyra Skerry, Maiden Stack, Skerries of Quidaness, Skerry of Lambaness, Sula Stack, Swat Skerry, The Horn, Tiptans Skerry, Wilma Skerry.
  - Ve Skerries: Helliogoblo, North Skerry, Ormal, Reaverack, The Clubb.
- South Havra: Little Havra.
- Trondra: Black Skerry, Burland Skerry, Green Holm, Merry Holm, Skervie Skerry, Whaleback Skerry.
- Unst; Baa Skerries, Braava Skerries, Brindacks, Brough Holm, Crickie's Chair, Cudda Stack, Flodda Stack, Haaf Gruney, Hevda Skerry, Hinda Stack, Holm of Heogland, Holm of Skaw, Humla Stack, Huney, Hunts Holm, Inner Flaess, Lang Holm, Leegal Skerry, Little Flugga, Littlewick Stack, Longa Stacks, Muckle Flugga, Neapna Stack, North Croga Skerry, North Holms, Out Stack, Reasings, Round Holm, Rumblings, Ruskock, Sound Gruney, South Croga Skerry, South Holms, Stackingro, Stackins-hocka, Stacks of Poindie, The Buss, The Greing, The Taing, Tipta Skerry, Tonga Stack, Tooa Stack, Tooral Stack, The Trinks o' Clave, The Vere, Urda Stack, Vesta Skerry, Whid Stack, Wilna Stack, Wurs Stack.
- Uyea, Northmavine: Big Nev, Dorra Stack, Little Nev, Out Shuna Stack, Robert Irvine's Skerry, The Burrier.
- Uyea, Unst: Cliva Skerries, Scarf Stack, Wedder Holm.
- Vaila: Burrier Stacks, Gaada Stacks, Gluibuil, Holm of Breibister, Holm of Burrastow, Holm of Scapness, Humla Stack, Gluibuil, Linga, Skerries of Linga, Stack of the Cuillian.
- Vementry: Black Stane, Gruna, Holms of Uyea-sound, Linga, Skewart Holm, Swaba Stacks, Swarbacks Skerry, The Heag.
- West Burra: Atla Holm, Black Stacks, Fugla Stack, Inner Skerry, Muckle Skerry, Red Skerries, Stack of Sandwick, Trondra Skerry, Ukna Skerry, West Skerry.
- West Linga: Beilla Skerry, Bruse Holm, Calf of Linga, Calf of Little Linga, Calf of Score Holm, Hunder Holm, Kettil Holm, Little Linga, Longa Skerry, Marra Flaeshins, Score Holm, Swarta Skerry, The Flaeshans, Wether Holm.
- Whalsay; Flaeshans of Sandwick, Holm of Sandwick, Inner Holm of Skaw, Isbister Holm, Mooa, Nacka Skerry, Nista, Outer Holm of Skaw, Sava Skerry, Skate of Marrister, Trota Stack.
  - East Linga; Burlastack of Rumble, Calf of Linga, Flaeshans of Rumble, Grif Skerry, Longa Skerries, Longa Stack, Rumble, Swarta Skerries.
- Yell; Aastack, Bigga, Black Skerry, Brother Isle, Brough, Burravoe Chest, Fish Holm, Gloup Holm, Gold Skerry, Green Holm, Grey Stack, Holm of West Sandwick, Horns of the Roc, Kay Holm, Linga, Muckle Holm, Neapaback Skerries, Orfasay, Outsta Ness, Rug, Skerry Wick, Stacks of Stuis, Sweinna Stack, The Clapper, The Quidin, Whalegeo Stacks, Whilkie Stack.